# Logique philosophique
La logique philosophique est un domaine de la philosophie dans lequel les méthodes de la logique ont traditionnellement été utilisées pour résoudre ou faire avancer la discussion des problèmes philosophiques. Parmi les contributeurs à ce domaine, Sibyl Wolfram souligne l'étude de l'argumentation, du sens et de la vérité[citation nécessaire], tandis que Colin McGinn présente l'identité, l'existence, la prédication, la nécessité et la vérité comme les thèmes principaux de son livre sur le sujet.
La logique philosophique traite également des extensions et des alternatives de la logique traditionnelle, connues comme logiques « non-classiques ». Ces logiques ont été présentées dans des ouvrages tels que la Logique philosophique, le Blackwell Companion to Philosophical Logic, ou dans le Manuel de Logique Philosophique de John P. Burgess, édité en plusieurs tomes par Dov M. Gabbay et Franz Guenthner.